# Église Saint-Laurent d'Effry
L'église Saint-Laurent d'Effry est une église située à Effry, en France.

## Localisation
L'église est située sur la commune de Effry, dans le département de l'Aisne.